# Stephen Barlow (Politiker)
Stephen Barlow (* 13. Juni 1779 in Redding, Fairfield County, Connecticut; † 24. August 1845 in Meadville, Pennsylvania) war ein US-amerikanischer Politiker. Zwischen 1827 und 1829 vertrat er den Bundesstaat Pennsylvania im US-Repräsentantenhaus.

## Werdegang
Stephen Barlow besuchte die öffentlichen Schulen seiner Heimat und danach das Yale College. Im Jahr 1816 zog er nach Meadville in Pennsylvania. Nach einem Jurastudium und seiner Zulassung als Rechtsanwalt begann er dort in seinem Beruf zu arbeiten. In den 1820er Jahren schloss er sich der Bewegung um den späteren US-Präsidenten Andrew Jackson an.
Bei den Kongresswahlen des Jahres 1826 wurde Barlow im 18. Wahlbezirk von Pennsylvania in das US-Repräsentantenhaus in Washington, D.C. gewählt, wo er am 4. März 1827 die Nachfolge von Thomas Hale Sill antrat. Da er im Jahr 1828 seinem Vorgänger Sill unterlag, konnte er bis zum 3. März 1829 nur eine Legislaturperiode im Kongress absolvieren. Diese Zeit war von den heftigen Diskussionen zwischen den Anhängern von Andrew Jackson und denen von Präsident John Quincy Adams bzw. Henry Clay bestimmt.
Nach dem Ende seiner Zeit im US-Repräsentantenhaus praktizierte Stephen Barlow wieder als Anwalt. Zwischen 1829 und 1831 war er auch Abgeordneter im Repräsentantenhaus von Pennsylvania. Von 1831 bis zu seinem Tod amtierte er als beisitzender Richter im Crawford County. Er starb am 24. August 1845 in Meadville, wo er auch beigesetzt wurde.